# Ca la Librada
Ca la Librada és una masia d'Alella (Maresme), catalogada com a bé cultural d'interès local.

## Història
Ja existia el 1625, i el 1650 era coneguda per Can Casals de la Plaça. El 1702 n'era propoetari Carles Vila i era coneguda amb el nom de Can Vila. El 1833 passà a ser propietat d'Isidre Maristany. Més tard fou propietat de la família Casals.

## Descripció
Es tracta d'una casa de pagès situada dins el nucli urbà. És de planta rectangular i cobert amb una teulada de dues vessants i el carener perpendicular a la façana.
Consta de planta baixa i pis, amb tres balcons a la part superior. La part inferior, encara que no ha transformat l'estructura del conjunt, ha estat molt malmesa. No es conserva res de la construcció inicial i ha estat adaptada per a dos locals comercials.
Arran del carener de la teulada i sobre la façana hi ha la data de 1776.